# De Long
De Long is een Amerikaans historisch merk van motorfietsen.
Deze zeer eenvoudige motorfiets werd in het begin van de twintigste eeuw in de Verenigde Staten gemaakt. Zowel de tank als de accu en de ontstekingsspoel waren in de framebuizen ondergebracht.